# Jean-Jacques Bridey
Jean-Jacques Bridey, né le 7 mai 1953 à Nice (Alpes-Maritimes), est un homme politique français.
Il est maire de Fresnes de 2001 à 2017 et conseiller général du Val-de-Marne de 2008 à 2012. Il est élu député dans la septième circonscription du Val-de-Marne en 2012, et réélu en 2017. De 2017 à 2019, il est président de la commission de la Défense nationale et des Forces armées à l'Assemblée nationale.

## Biographie
Jean-Jacques Bridey est directeur technique dans un laboratoire photographique. Il est élu maire de Fresnes en 2001, et député du Val de Marne sous les couleurs du Parti socialiste lors des élections législatives de 2012.
Il soutient Emmanuel Macron, candidat du mouvement En marche !, pour l'élection présidentielle de 2017. Il fait sa connaissance lors des travaux sur la loi « Emploi, activité, croissance, » dite loi Macron, à l’Assemblée nationale. C’est ainsi qu'il est l'un des premiers parlementaires à lui apporter son soutien et qu’Emmanuel Macron tient son premier meeting politique à Fresnes le 19 mars 2015,,, à son invitation. 
L'intervention de Jean-Jacques Bridey permet à la loi Macron de faire prolonger la concession accordée à la SEMMARIS pour la gestion du Marché International de Rungis.
Réélu député du Val-de-Marne en juin 2017, il doit démissionner de sa fonction de maire de Fresnes en raison de la loi sur le non-cumul de mandats et y est remplacé par Marie Chavanon.
Le 29 juin 2017, il est désigné comme président de la commission de la Défense nationale et des Forces armées à l'Assemblée Nationale. Lors du renouvellement à mi-mandat des grands postes de l'Assemblée nationale, il perd la présidence face à Françoise Dumas, qui lui succède le 24 juillet 2019.
Lors des élections législatives de 2022, il renonce à se représenter pour raisons de santé.

## Travaux et prises de position

### Président de la commission de la défense nationale
Président du groupe d’Amitié France-Irak et lié au Mali, il est coutumier des dossiers liés à l’engagement des forces militaires françaises dans les opérations extérieures. Jean-Jacques Bridey est en effet rapporteur du budget des équipements militaires et de la dissuasion nucléaire lors de dernière législature à l’Assemblée nationale.
Depuis le soutien à Macron pour la loi de 2015, leurs liens se sont affermis jusqu’à le conseiller sur les questions de Sécurité et de Défense nationale durant la campagne présidentielle de 2017 au cours de laquelle il présente comme priorité la nécessité d'une France plus indépendante. Il regrette la coupe budgétaire annoncée en juillet 2017, mais ne souhaite pas s'opposer à Emmanuel Macron,.
Pour l'universitaire Kevin Alleno, « si Jean‑Jacques Bridey connaît bien le fonctionnement de la Commission pour y avoir siégé pendant cinq ans, il n’est pas à proprement parler un poids lourd de la majorité ».
En juillet 2019, à l'occasion de la remise en jeu de la présidence de la commission, il fait face à plusieurs candidatures concurrentes, et sa gestion fait l'objet de vives critiques de la part de ses collègues. Finalement, Françoise Dumas est désignée présidente de cette commission le 24 juillet 2019.

## Controverses
Il fait l'objet d'une enquête préliminaire pour concussion à propos d'une somme de 100 000 euros qu’il aurait indûment perçue grâce au cumul des indemnités de ses différents mandats au-delà des plafonds autorisés par la loi.